# Zoom climb

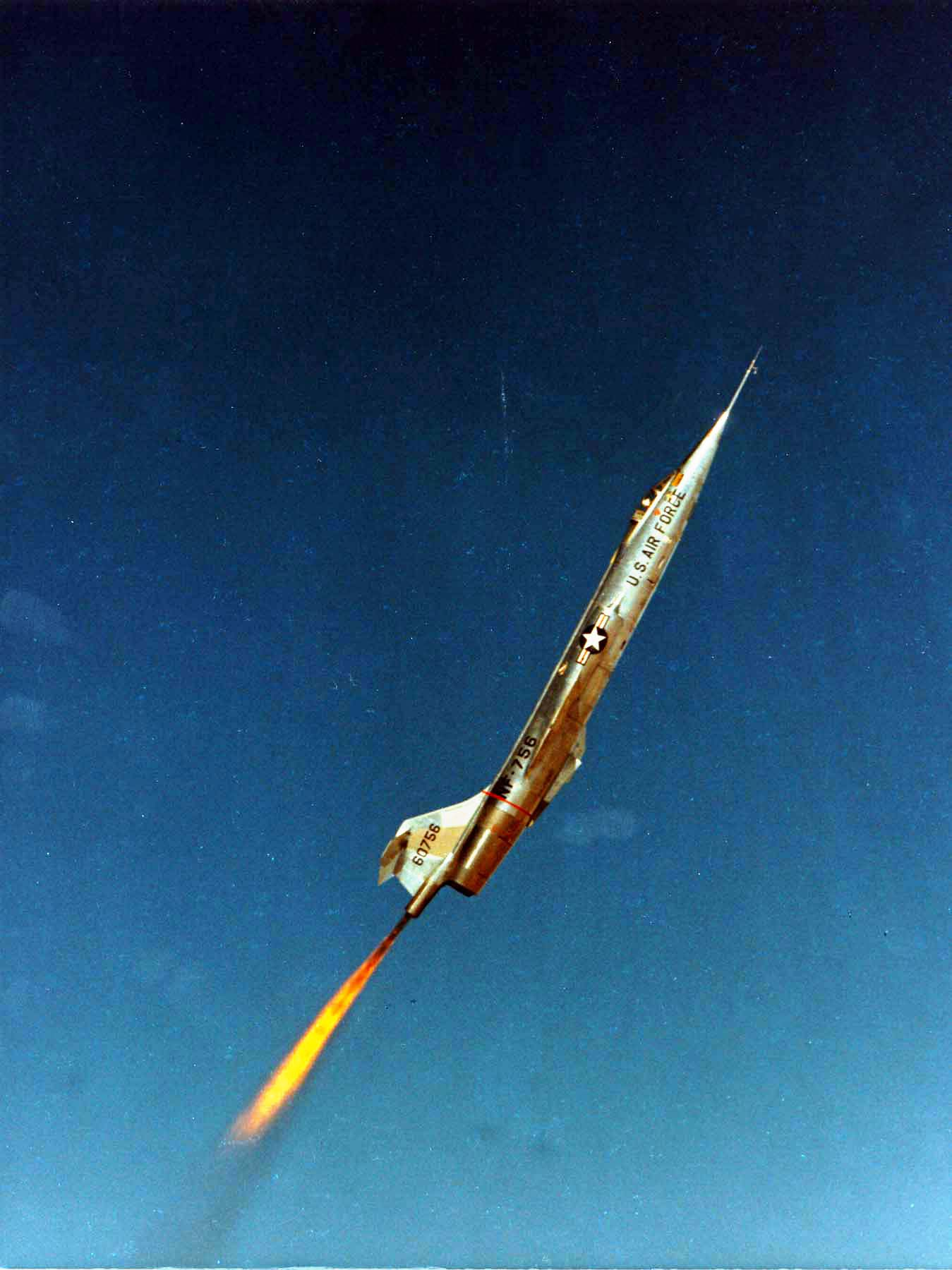
Le Lockheed NF-104A no 56-0756, effectuant un zoom climb sur la poussée de son moteur-fusée additionnel.

En aéronautique, un « zoom climb » est une manœuvre faisant appel à une technique de pilotage particulière, qui donne à un avion une vitesse ascensionnelle plus importante que la vitesse ascensionnelle maximale théorique prévue par son constructeur. Cette dernière est en effet essentiellement liée à la puissance ou à la poussée produite par les moteurs de l'appareil, et est donc limitée à une certaine valeur continue, qu'il est normalement impossible de dépasser en conditions de vol standard.
Il n'existe pas de traduction exacte de ce terme anglophone, sa traduction littérale étant « montée zoom », mais un terme français pouvant s'en rapprocher et décrivant le mieux ce type de manœuvre pourrait être « montée en flèche », ou « montée rapide ».

## Principe technique
Avant d'effectuer un zoom climb, l'avion accélère à une vitesse élevée à une altitude à laquelle il peut voler en palier. Le pilote tire ensuite fortement sur le manche pour placer l'appareil dans un fort angle à cabrer, convertissant ainsi l'énergie cinétique du vol horizontal à haute vitesse en une vitesse ascensionnelle élevée, et par conséquent une altitude importante. Pendant ces manœuvres, le moteur de l'avion est à pleine puissance. L'avion gagne de l'énergie potentielle (l'altitude) au prix de l'énergie cinétique (la vitesse).
Ressemblant grossièrement à ce qu'on pourrait appeler « une prise d'élan », la manœuvre diffère de la classique montée soutenue, pendant laquelle l'augmentation d'énergie potentielle est obtenue par le travail mécanique du ou des moteurs (la poussée), plutôt que par l'énergie cinétique de l'avion.
La manœuvre a toutefois ses inconvénients, car l'avion se retrouve généralement hors du domaine de vol pour lequel il a initialement été conçu par son constructeur. De plus, les avantages procurés par ces manœuvres n'ont qu'une durée limitée, car l'avion finit forcément par perdre en vitesse et devoir « retomber » vers des altitudes plus convenables pour son vol soutenu normal. Les avions effectuant ces manœuvres suivent donc généralement des trajectoires dites « balistiques », et l'avion retombe en chute libre ou en vol plané après avoir atteint pendant un court instant un maximum d'altitude grâce à l'élan procuré par le zoom climb.

## Exploitation opérationnelle

### Domaine militaire

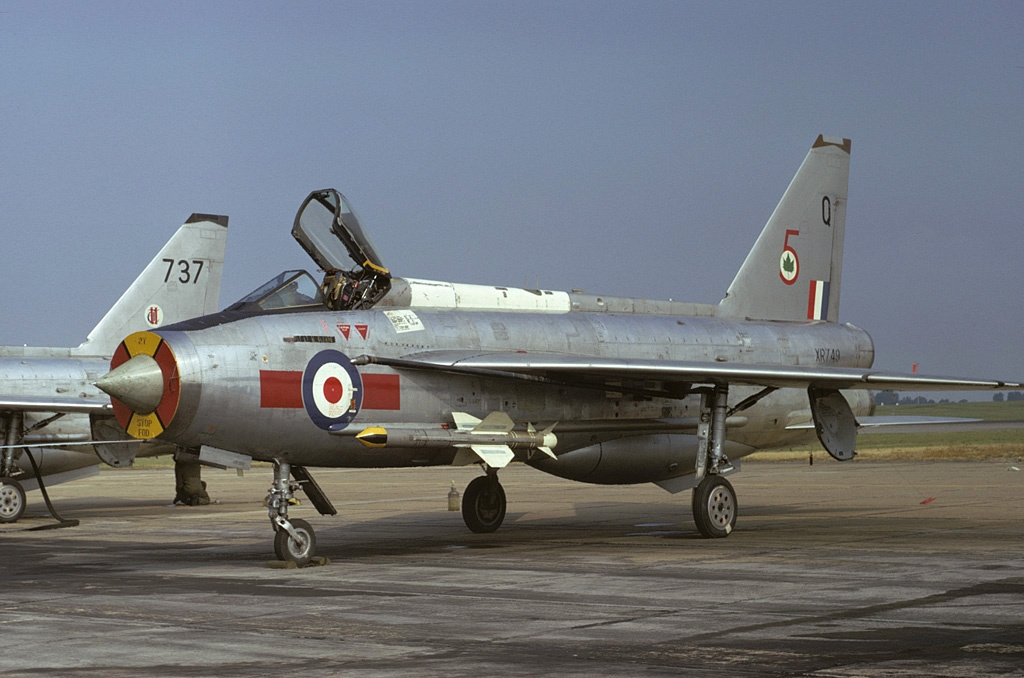
Le Lightning no XR749, qui parvint à dépasser l'altitude d'un U-2 pendant une démonstration en 1984.

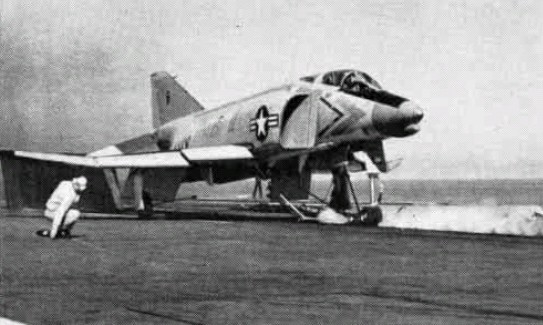
Le XF4H-1, prototype du F-4 Phantom II, au catapultage depuis le pont de l'USS Independence (CVA-62), en 1959.

Pendant la Seconde Guerre mondiale, les pilotes de chasseurs soviétiques MiG-3 utilisaient les zoom climbs et les phases de descente subséquentes pour maintenir un avantage en vitesse sur les chasseurs allemands.
Ce profil de vol est utilisé pour les interceptions à très haute altitude. Par exemple, un Mirage IIIC de l’Armée de l'air française piloté par Roger Pessidous équipé d'un moteur-fusée SEPR a intercepté en juin 1967 un Lockheed U-2 en mission d'espionnage au dessus de la France en atteignant l’altitude de 67 000 pieds soit 20 400 m.
Dans une démonstration de leur performances au cours d'un exercice de l'OTAN, en 1984, les intercepteur English Electric Lightning de la Royal Air Force ont utilisé le zoom climb pour grimper jusqu’à 28 600 m, au-dessus d'un Lockheed U-2 (volant à 20 600 m) (une altitude opérationnelle bien plus élevée que le plafond du Lightning), avant de plonger sur lui par le dessus. En avril 1985, l'expérience fut renouvelée avec un Concorde.

### Expérimentations
Les zoom climbs ont également été utilisés pour tester les nouveaux appareils et conduire des recherches dans différents domaines de vol. Au cours de la phase d'expérimentations du McDonnell Douglas F-4 Phantom II, le 6 décembre 1959, une première version prototype de l'avion, le XF4H-1, effectua un zoom climb vers un record du monde d'altitude à 30 040 m, au cours de l'opération « Top Flight ». Le précédent record, à 28 852 m, avait été établi par un prototype Soukhoï T-43-1 (prototype du Su-9). Le commandant Lawrence E. Flint Jr. accéléra son avion à une vitesse de Mach 2,5 à une altitude de 14 330 m, puis grimpa à 27 430 m à un angle de 45°. Il arrêta ensuite ses moteurs et continua à planer sur sa lancée jusqu'à l'altitude maximale de 30 040 m. Lorsque l'avion retomba à une altitude de 21 300 m, Flint redémarra ses moteurs et l'avion retourna à des conditions de vol classiques.

### Recherches sur le vol en haute atmosphère et records
Des Lockheed NF-104A, une version modifiée du F-104 Starfighter dotée d'un moteur-fusée additionnel, furent également fréquemment utilisés dans des zoom climbs dans le cadre de recherches pour le futur système de vol spatial américain (la future navette spatiale). Le 7 mai 1958, l'avion atteignit une altitude de 27 810 m après avoir effectué un zoom climb à la base aérienne d'Edwards, établissant ainsi un nouveau record d'altitude. Les missions à Mach 2 effectuées par ces avions les emmenaient à des altitudes tellement élevées que les turboréacteurs standard du F-104 dépassaient leurs limites de température et devaient être éteints pendant cette phase du vol. Parfois, le moteur s'arrêtait tout seul en raison du manque d'air disponible à haute altitude. Ensuite, le pilote manœuvrait l'avion comme un vaisseau spatial de retour de l'espace vers une altitude moins importante, à laquelle il devait relancer le moteur principal. La phase de descente après le pic d'altitude procurait généralement une chute en apesanteur d'environ 90 secondes au pilote.
Ce fut lors de l'un de ces vols d'essai que le pilote d'essai Chuck Yeager faillit perdre la vie, le 10 décembre 1963, lorsque son avion s'engagea dans une violente vrille à plat à une altitude de 33 131 m pendant la phase de descente suivant le zoom climb.
Le 25 juillet 1973, le pilote d'essai soviétique Alexander Fedotov (ru) atteignit l'altitude de 35 230 m avec 1 000 kg de charge utile à bord d'un MiG-25 modifié, l'E-266M, puis l'altitude de 37 650 m sans charge utile le 31 août 1977. Ce dernier record est un record absolu pour un avion à turboréacteurs et est toujours valable de nos jours,. Dans l'atmosphère raréfiée, les moteurs se coupaient et l'avion devait continuer sa montée selon une trajectoire balistique sur sa seule inertie. À l'apogée du vol, la vitesse était tombée à seulement 75 km/h.
Sans moteur en fonctionnement, le cockpit ne pouvait pas maintenir une pression interne suffisante au cours de ces vols à altitude élevée. Par conséquent, afin de protéger le pilote de la dépressurisation, celui-ci portait une combinaison pressurisée, assez semblable à celles que portent les astronautes. Équipé d'une combinaison et d'un casque étanches, le pilote recevait de l'oxygène en proportions correctes et n'était pas victime des effets de la haute altitude.